# Międzynarodowe Towarzystwo Muzyki Współczesnej

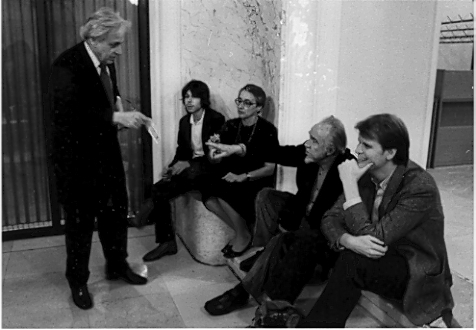
od lewej: György Ligeti, Lucas Ligeti, Mrs. György Ligeti, Conlon Nancarrow i Michael Daugherty podczas Światowych Dni Muzyki w Grazu, 1982

Międzynarodowe Towarzystwo Muzyki Współczesnej (ang. International Society for Contemporary Music (ISCM)) – najstarsza organizacja ponadnarodowa mająca na celu upowszechnianie Nowej Muzyki. Jest uważane za jedną z najważniejszych organizacji kulturalnych świata. Polskie Towarzystwo Muzyki Współczesnej jest jednym z członków tej organizacji.
ISCM zostało powołane z inicjatywy członków drugiej szkoły wiedeńskiej podczas Festiwalu Salzburskiego 11 września 1922. Członkami-założycielami byli kompozytorzy Béla Bartók, Paul Hindemith, Arthur Honegger, Zoltán Kodály, Darius Milhaud, Anton Webern i Egon Wellesz oraz nieobecni Alban Berg, Maurice Ravel, Ottorino Respighi, Arnold Schönberg i Igor Strawinski. Prezydentem-założycielem obrano Richarda Straussa.
W roku 1923 siedzibą organizacji został Londyn, obecnie sekretariat znajduje się w Amsterdamie. 
W Polsce pierwsze walne zgromadzenie odbyło się 29 września 1924 w Warszawie. Na prezesa wybrano Karola Szymanowskiego.
W roku 2008 organizacja liczyła 49 sekcji narodowych. Członkowie sekcji narodowych korzystają z praw członków ISCM, mogą zaproponować do sześciu utworów do wykonania podczas corocznych Światowych Dni Muzyki. 
Organizacje krajowe, które popierają muzykę współczesną, ale nie uzyskały statusu sekcji krajowej ISCM, mogą działać na prawach członków przysposobionych. Poszczególni muzycy mogą otrzymać godność członków honorowych.
ISCM wydaje od 1991 rocznik „World New Music Magazine“.

## Światowe Dni Muzyki
Główną inicjatywą stowarzyszenia są Światowe Dni Nowej Muzyki (World New Music Days), czyli festiwale prezentujące nowe utwory. Odbywają się corocznie, za każdym razem w innym mieście. Oprócz koncertów w ramach Dni odbywają się spotkania członków organizacji.
Wykaz lokalizacji Światowych Dni Muzyki

- 1922 w Salzburgu
- 1923 w Salzburgu
- 1924 w Pradze/Salzburgu
- 1925 w Wenecji
- 1926 w Zurychu
- 1927 we Frankfurcie nad Menem
- 1928 w Sienie
- 1929 w Genewie
- 1930 w Liège/Brukseli
- 1931 w Oksfordzie/Londynie
- 1932 w Wiedniu
- 1933 w Amsterdamie
- 1934 we Florencji
- 1935 w Pradze
- 1936 w Barcelonie
- 1937 w Paryżu
- 1938 w Londynie
- 1939 w Warszawie
- 1941 w Nowym Jorku
- 1942 w San Francisco
- 1946 w Londynie
- 1947 w Kopenhadze
- 1948 w Amsterdamie
- 1949 w Palermo/Taorminie
- 1950 w Brukseli
- 1951 we Frankfurcie nad Menem
- 1952 w Salzburgu
- 1953 w Oslo
- 1954 w Hajfie
- 1955 w Baden-Baden
- 1956 w Sztokholmie
- 1957 w Zurychu
- 1958 w Strasburgu
- 1959 w Rzymie
- 1960 w Kolonii
- 1961 w Wiedniu
- 1962 w Londynie
- 1963 w Amsterdamie
- 1964 w Kopenhadze
- 1965 w Madrycie
- 1966 w Sztokholmie
- 1967 w Pradze
- 1968 w Warszawie
- 1969 w Hamburgu
- 1970 w Bazylei
- 1971 w Londynie
- 1972 w Grazu
- 1973 w Reykjavíku
- 1974 w Rotterdamie
- 1975 w Paryżu
- 1976 w Bostonie
- 1977 w Bonn
- 1978 w Sztokholmie/Helsinkach
- 1979 w Atenach
- 1980 w Tel Awiwie
- 1981 w Brukseli
- 1982 w Grazu
- 1983 w Århus
- 1984 w Toronto/Montrealu
- 1985 w Amsterdamie/Rotterdamie/Utrechcie/Hadze/Hilversum
- 1986 w Budapeszcie
- 1987 w Kolonii/Bonn/Frankfurcie nad Menem
- 1988 w Hongkongu
- 1989 w Amsterdamie
- 1990 w Oslo
- 1991 w Zurychu
- 1992 w Warszawie
- 1993 w Ciudad Mèxico
- 1994 w Sztokholmie
- 1995 w Zagłębiu Ruhry
- 1996 w Kopenhadze
- 1997 w Seulu
- 1998 w Manchesterze
- 1999 w Rumunii/Mołdawii
- 2000 w Luksemburgu
- 2001 w Jokohamie
- 2002 w Hongkongu
- 2003 w Lublanie
- 2004 w Lucernie
- 2006 w Stuttgarcie
- 2007 w Hongkongu
- 2008 w Wilnie
- 2009 w Göteborgu
- 2010 w Sydney
- 2011 w Zagrzebiu
- 2012 w Belgii
- 2013 w Koszycach/Bratysławie/Wiedniu
- 2014 we Wrocławiu
- 2015 w Słowenii
- 2016 w Tongyeong
- 2017 w Vancouver
- 2018 w Pekinie
- 2019 w Tallinnie

## Członkowie honorowi
- Louis Andriessen
- Béla Bartók
- Sten Broman
- Ferruccio Busoni
- John Cage
- Elliott Carter
- Alfredo Casella
- Friedrich Cerha
- Chou Wen-chung
- Edward Clar
- Paul Collaer
- Aaron Copland
- Luigi Dallapiccola
- Edward Joseph Dent
- Franz Eckert
- Óscar Esplá
- Manuel de Falla
- Michael Finnissy
- Vinko Globokar
- Alois Hába
- Ernst Henschel
- Paul Hindemith
- Arthur Honegger
- Klaus Huber
- Sukhi Kang
- Zoltán Kodály
- Charles Koechlin
- Zygmunt Krauze
- Ernst Křenek
- György Kurtág
- André Laporte
- Doming Lam
- György Ligeti
- Witold Lutosławski
- Walter Maas
- Gian Francesco Malipiero
- Yoriaki Matsudaira
- Arne Mellnäs
- Olivier Messiaen
- Darius Milhaud
- Conlon Nancarrow
- Arne Nordheim
- Per Nørgård
- Vítězslav Novák
- Reinhard Oehlschlägel
- Krzysztof Penderecki
- Goffredo Petrassi
- Willem Pijper
- Maurice Ravel
- Hans Rosbaud
- Hilding Rosenberg
- Albert Roussel
- Antonio Rubin
- Paul Sacher
- Hermann Scherchen
- Arnold Schönberg
- Roger Sessions
- Jean Sibelius
- Igor Strawinski
- Karol Szymanowski
- Tōru Takemitsu
- Chris Walraven
- Ralph Vaughan Williams
- Iannis Xenakis
- Isang Yun